# Antonio Pedone
Antonio Pedone (Squinzano, 14 novembre 1936) è un economista italiano, professore emerito di Scienza delle Finanze presso la Facoltà di Economia della “Sapienza” Università di Roma, decano degli economisti della finanza pubblica.
Consigliere economico del premier Bettino Craxi e del Ministro del Tesoro Giuliano Amato, è stato tra gli autori dell’importante “Riforma fiscale del 1971” (incorporata nella legge n. 825 del 9 ottobre 1971).

## Biografia

### Attività accademica
Consegue la maturità classica nel 1954 e si laurea con il massimo dei voti in Giurisprudenza presso l'Università di Roma nel mese di luglio del 1958, discutendo una tesi in Economia politica.
Vince di una borsa di studio Stringher della Banca d'Italia, successivamente nell’anno accademico 1960-61 è research student presso il King's College di Cambridge, nel Regno Unito. Nel 1962-63 svolge ricerche presso l'Università di Rotterdam e il Central Planning Bureau a L'Aja.
Consegue, all'unanimità, la libera docenza in Scienza delle finanze e diritto finanziario nel 1963. Professore incaricato della stessa materia presso la Facoltà di Economia e Commercio dell'Università di Urbino, nella sede di Ancona, dal 1963 al 1966.
Dal 1966 professore straordinario e, dal 1969, ordinario, di Scienza delle finanze e diritto finanziario presso la Facoltà di Economia e Commercio dell'Università di Napoli.
Dal 1971-72 professore ordinario di Politica economica e finanziaria prima, e di Scienza delle finanze poi, presso Facoltà di Economia della “Sapienza” Università di Roma.
Nel 1973-74 è stato Visiting professor presso il St Antony's College dell'Università di Oxford.
Dall'aprile al luglio 1979 è stato Visiting scholar presso il Fiscal Affairs Department dell'International Monetary Fund a Washington D.C..

### Attività istituzionali
Dal 1966 al 1970 consulente del Ministero del bilancio e della programmazione economica, in quel periodo guidato prima da Luigi Preti e poi da Giuseppe Caron.
Dal 1970 al 1973 è componente eletto del Board of Directors dell'International Institute of Public Finance a Parigi (Francia).
Dal 1976 al 1986 membro esperto, nominato dal Presidente della Repubblica Giovanni Leone, del Consiglio nazionale dell'economia e del lavoro e dal 1978 al 1984 membro del Comitato tecnico per l'attuazione della riforma tributaria.
Dal 1983 al 1988 Consigliere economico della Presidenza del Consiglio dei ministri ed in particolare del premier Bettino Craxi..
Dal 1986 al 1993 membro della Commissione tecnica sulla spesa pubblica presso il Ministero del Tesoro e consigliere economico di Giuliano Amato, allora Ministro del Tesoro.
Nel 1994 viene chiamato dal premier Romano Prodi, su proposta del ministro del Tesoro e del Bilancio Carlo Azeglio Ciampi, come componente del Consiglio tecnico-scientifico per la programmazione economica presso il Ministero del Bilancio. Diverrà poi Presidente, prendendo il posto di Mario Arcelli e mantenendo l’incarico fino al 1996.

### Altre attività
Ha svolto attività di consulenza, collaborando a studi e ricerche per conto di Commissioni parlamentari e ministeriali, di aziende ed enti pubblici, e di organismi internazionali.
Dal 1974 al 1977 è membro del Comitato Direttivo della Società italiana degli economisti, della quale è stato Vicepresidente dal 2000 al 2003.
Nel 1992 viene nominato Presidente di Crediop dal Ministro del tesoro Guido Carli.
Dal 1992 al 1995 Presidente della Società Italiana di Economia Pubblica (SIEP). Dal 2002 al 2005 Presidente della Fondazione IRI.
Dal 2008 Socio Corrispondente dell'Accademia dei Lincei.
È stato collaboratore dei quotidiani “Corriere della Sera”, “Il Messaggero”, “La Repubblica”, e dei periodici “L'Espresso”, “Il Mondo”, “Mondo Economico”.
Nella sua carriera è stato nominato Consigliere d’amministrazione della Banca Nazionale del Lavoro, dell'Istituto Mobiliare Italiano (IMI), del Gruppo Bancario San Paolo di Torino, del Banco Ambrosiano Veneto.
È, inoltre, membro del Consiglio Direttivo della Fondazione Luigi Einaudi e del Comitato scientifico del CER - Centro Europa Ricerche.

## Principali pubblicazioni
Autore di oltre 150 pubblicazioni, apparse su riviste o in forma monografica, in materia di analisi e politica economica, finanza pubblica e tassazione.

### Opere di Antonio Pedone
- A. Pedone, "Il Sistema Tributario e la Concentrazione Industriale", Giuffrè, Milano, 1962.
- A. Pedone, "Introduzione allo studio della teoria generale dell’incidenza", Ancona, 1965.
- A. Pedone, "Taxes on Production and the Average Period of Investment: A Critique of the Neoclassical Analysis of General Incidence", in "Public Finance", 1966.
- A. Pedone, "Elementi di Scienza delle Finanze", La Nuova Italia, 1967 (ultima ediz. 1986).
- A. Pedone, "Il Bilancio dello Stato e lo Sviluppo Economico Italiano: 1861-1963", in G. Fuà: "Lo Sviluppo Economico Italiano", 1969.
- A. Pedone, "The Ricardian Tax Incidence Analysis in the Light of Optimum Growth Theory", in "Economia Internazionale", 1969.
- L. Izzo, A. Pedone, L. Spaventa e F. Volpi, "Il Controllo dell’Economia nel breve periodo", 1970.
- A. Pedone, "Su alcune discussioni ricorrenti in materia di programmazione indicativa", in "Rassegna Economica", 1974.
- A. Pedone, "Evasori e tartassati. I nodi della politica tributaria italiana", Il Mulino, Bologna, 1979.
- A. Pedone, "Payroll Taxes, Value added Taxes and Income Taxes", in "Reforms of Tax Systems" (ed. by K. Roskamp and F. Forte), 1981.
- A. Pedone, "Italy, The Value-Added Tax: Lessons from Europe" (ed. by H.J. Aaron), 1981.
- A. Pedone, "Public Expenditure”, The European Economy. Growth and Crisis" (ed. by A. Boltho), 1983.
- A. Pedone, "La riforma tributaria italiana del 1973-74: un successo parziale con molti problemi", in "Moneta e Credito", 1984.
- A. Pedone, "Regole costituzionali in materia di finanza pubblica", in "Politica Economica", 1985.
- A. Pedone (a cura di), "La questione tributaria: analisi e proposte", 1989.
- M. De Cecco e A. Pedone, "Le istituzioni dell’economia", in R. Romanelli (a cura di), "Storia dello Stato italiano dall’Unità ad oggi", Roma, Donzelli, 1996.
- A. Pedone, "Il Sistema tributario italiano tra le due riforme", in "Economia Italiana", 1999, n. 1, pp. 19-60 (ediz. inglese "The Italian Tax System Between Two Reforms", in "Review of Economic Conditions in Italy", 1999, n. 1, pp. 19-56).
- A. Pedone, "Struttura economica e aspirazioni di politica tributaria", in "Gruppo di Ancona" (1999), pp. 285-292, 1999.
- A. Pedone, "Pubblico e privato nel finanziamento delle infrastrutture", 2003, in M.C. Guerra e A. Zanardi (a cura di): "La finanza pubblica italiana", 2004.
- A. Pedone, "Tax Harmonisation Policy in a Changing European Union", in "Rivista di Politica economica", luglio - agosto, 2004, pp. 141–57.
- A. Pedone, "Su alcuni problemi ricorrenti della politica tributaria italiana", in "Economia italiana", 2006, vol. 3, pp. 521-545 (ed. inglese: "On some recurrent problems of Italian tax policy", in "Review of Economic Conditions in Italy", 2006, n. 3, pp. 315-343).
- A. Pedone, "Il trilemma dei rapporti finanziari tra governo centrale e amministrazioni periferiche", in "Economia Italiana", 2008, n. 3, (ed. inglese: "The trilemma of financial relationships between central and subnational governments", in "Review of economic conditions in Italy", No. 2, May-August 2008, pp. 197-212).
- A. Pedone, "Tax Theory and Tax Practice: the Problems of Defining, Measuring and Assessing Tax Bases", in E. Longobardi e A. Petretto (a cura di), "Saggi di Economia della Tassazione", Milano, Angeli, 2009, 17-38.
- A. Pedone, "Gli sfasamenti della spesa pubblica e la sua governabilità", in "Economia Italiana", 2009, n. 3, pp. 703-28 (ed. inglese: "Leads and lags and governance of public spending", in "Review of economic conditions in Italy", No. 3, 2009, pp. 393-416).
- A. Pedone, "Bilancio delle Amministrazioni pubbliche, formazione e gestione del debito pubblico", in "Economia Italiana", 2011, n. 3, pp. 583-643.
- A. Pedone, "Introduzione", in A. Pedone (a cura di), "Debito pubblico e riforma tributaria", "Quaderni di Economia Italiana", 2011, n. 9, pp. 11-45.
- A. Pedone, "Every time is different, but in the end the problem is always the same. The long and varied history of Italy’s persistently high public debt", "Preliminary draft prepared for the 2011 ECSPC Conference New Perspectives on Public Debt", Rome, September 26‐28, 2011.
- A. Pedone, "Alle origini del persistente alto livello del debito pubblico italiano", intervento alla Riunione Intermedia SIEP 2012, "La gestione di elevati debiti sovrani in contesti di crisi finanziaria: quali insegnamenti dalla storia", Roma, Banca d’Italia, 2 marzo 2012.
- A. Pedone, "La politica economica e finanziaria di Quintino Sella", in "Rivista di diritto finanziario e scienza delle finanze", 2012/3.
- A. Pedone, "Luigi Spaventa e il controllo dell’economia nel breve periodo", in "Moneta e Credito", 2013, vol. 66, n. 263, pp. 261-278.

### Opere in onore di Antonio Pedone
- F. Gastaldi e P. Liberati, "I nodi della finanza pubblica, teoria e politica: scritti in onore di Antonio Pedone", Franco Angeli, 2018, pp. 163, ISBN 978-8-891-76199-6.

## Riconoscimenti

### Premi
- Premio “Vanoni” per il miglior contributo originale agli studi di finanza pubblica nel biennio 1961-62.